# Fabio Mastrangelo
Fabio Mastrangelo, né le 27 novembre 1965 à Bari, est un chef d'orchestre et pianiste italien. Il a pris en plus la citoyenneté russe en octobre 2011.

## Biographie
Fabio Mastrangelo naît dans une famille de musiciens, son père est pianiste et son grand-père, violoniste. Il commence à jouer du piano avec son père à l'âge de cinq ans, puis continue sa formation au conservatoire Puccini de Bari dans la classe du professeur Pierluigi Camicia. Il remporte ses premiers prix à Ossimo (1980) et à Rome (1986).
Il termine ses études en tant que soliste auprès du conservatoire de Genève sous la direction de Maria Tipo, puis reçoit son diplôme de pianiste-soliste de la Royal Academy  of Music de Londres. Il parle (outre l'italien) couramment l'anglais, le russe, le français, l'espagnol.

## Carrière
Il commence sa carrière de chef d'orchestre en 1986 comme assistant au théâtre Petruzelli de Bari. Il poursuit sa formation de chef d'orchestre à l'Académie de musique de Pescara auprès de Gilberto Serembe, puis se forme à Vienne et à Rome dans des master-class de Leonard Bernstein et de Karl Österreicher (de), puis avec Gustav Mayer. En 1990-1992, obtient une bourse à l'Université de Toronto où enseignent Michel Tabachnik, Pierre Hétu et Richard Bradshaw.
Il continue aussi à se produire en concert en tant que pianiste, à Toronton à partir de 1994 (cycle de concerts de Mozart qu'il dirige au piano). En 1996, Mastrangelo fonde l'orchestre de chambre « Virtuoses de Toronto» (italien : Virtuosi di Toronto) qu'il dirige jusqu'en 2003. Pendant ces années, Mastrangelo fait de nombreuses tournées, dirigeant les orchestres du Canada, de Hongrie, d'Ukraine, l'orchestre symphonique d'État de Saint-Pétersbourg, les orchestres de Carélie, de Kislovodsk, de Nijni Novgorod. En 2001, il se produit à l'orchestre symphonique académique de la philharmonie de Saint-Pétersbourg et continue à chaque saison. Il se produit régulièrement avec succès sur la scène de la Philharmonie de Nijni Novgorod.
À partir de 2001, Mastrangelo est le directeur artistique du festival international de Chailly-sur-Armançon en France. Il joue en duo avec le violoncelliste Sergueï Slovatchevski au Japon, en Russie, en France, au Canada et aux États-Unis. Le 14 avril 2007, le duo se produit à la salle de concert du kremlin de Nijni Novgorod.
Fabio Mastrangelo dirige aussi des opéras. Ainsi il dirige au festival international de Rome l'orchestre Teatra Argentina dans le Mariage de Figaro, en 2002 La Traviata et le Requiem de Verdi au théâtre Moussorgski. Il collabore à partir de 2005 avec le conservatoire de Saint-Pétersbourg et dirige La Bohème et la Tosca. En  mars 2006, il est nommé directeur musical du théâtre Petruzelli 
En 2007-2009, il est chef d'orchestre principal invité au théâtre d'opéra et de ballet d'Ekaterinbourg et en 2009-2010 chef d'orchestre principal de ce théâtre. Depuis 2007, il est chef d'orchestre principal invité de l'orchestre symphonique académique de Novossibirsk et directeur artistique de l'ensemble de solistes de ce même orchestre (Camerata de Novossibirsk) fondé en 1994 par Arnold Katz. Depuis 2012, Mastrangelo est le chef d'orchestre principal de «Symphonica ARTica» de la Philharmonie de Iakoutie. Il est chef d'orchestre invité du Novaïa Opera de Moscou dès 2013.
Dès août 2013, il est directeur artistique du théâtre de music-hall de Saint-Pétersbourg, à partir de 2016 chef d'orchestre et directeur artistique de l'orchestre Severnaïa Simfonia (Symphonie du Nord) et à partir de septembre 2018 de l'orchestre symphonique de Moscou « Philharmonie russe » («Русская филармония»),.

## Distinctions
- Officier de l'Ordre de l'Étoile d'Italie (28 mai 2020)[5].
- Cavalier de l'Ordre de l'Étoile d'Italie (2 juin 2013)[6]

## Famille
Il est père d'une fille, Sophia et de deux fils, Stefano et Leo. Il a reçu la citoyenneté russe en octobre 2011
.